# Pedro Max Fernando Frontin
Pedro Max Fernando Frontin (Petrópolis, 1867. február 8. – Rio de Janeiro, 1939. április 7.) brazil tengerész, a Brazil Haditengerészet admirálisa. Az első világháború idején a Brazília hadba lépésével megalakult Brazil Expedíciós Hadsereg hadba küldött tengeri egységeinek parancsnoka.

## Élete
Max Frontin admirális 1867 februárjában született a brazíliai Petrópolisban. A brazil tengerészeti akadémián végzett 1882-ben, kiváló eredménnyel.

„Ha amit kérnek tőled lehetetlen, tedd meg amit tudsz!”

– Híressé vált idézete

Szolgálata további részében több brazil hadihajón is teljesített parancsnoki szolgálatot, név szerint a Rio Grande do Sul, a Bahia, Piauí és a Laurindo Pitta nevű hadihajókon.
Frontin, -ekkor már admirálisként- vezette az első világháborúba belépő Brazília tengeri erőit, az Antanthatalmak oldalán. Hadihajói tengeralattjárókat kutatva járőröztek Észak-Afrika partvidéke mellett angol, francia és más szövetséges államok hadihajóival együtt. A háború után szolgálatait számos kitüntetéssel elismerték.
Később a haditengerészet vezérkari főnöke és a Legfelsőbb Katonai Bíróság minisztere lett. Több hadihajóflottának is volt a parancsnoka.
Élete során többek közt megkapta a belga II. Lipót-rendet és az olasz Katonai Vitézségi Érem arany fokozatát.
Frontin admirális 1939. április 7-kén halt meg az ország fővárosában, Rio de Janeiróban.

## Kitüntetései
A teljesség igénye nélkül:
- II. Lipót-rend
- Katonai Vitézségi Érem
- Amerikai Megkülönböztető Aranyérem